# Urbach László (1904–1977)
Urbach László (Eperjes, 1904. május 5. – Budapest, 1977. augusztus 18.) a húszas évek legendás motorversenyzője, majd a Mátra kismotorkerékpár konstruktőre és gyártója volt. Az államszocializmus évtizedei alatt Urbach László részt vett a Dongó, kerékpárra szerelhető segédmotor és a Berva mopedek tervezésében is.

## Élete
1923-ban szegődött el Majláth Mihály (1895-1930?) budapesti motorkerékpár-kereskedőhöz, ahol is megkezdte szakmai pályafutását.
1929-ben kilépett a Majláth cégtől. Egész pontosan a Majláth a cég Hunyadi téri üzletét igazgatta a továbbiakban, míg Majláth Mihály (1895-1930?) a gróf Zichy Jenő utcában folytatta pályafutását.

### Az üzlet új működtetője
1930-tól a Hunyadi téri üzlet működtetését hűséges munkatársa, Majláth Mihály ráhagyta. Urbach a harmincas években több márkával is foglalkozott, mint például: BSA, Triumph, stb. A harmincas évek végén itt születtek meg a Mátra (motorkerékpár) tervei is, s itt volt a cég központja is, egyaránt! Az államosítást követően az üzlethelyiség az V. számú Autójavító Nemzeti Vállalat tulajdonába került. 1970-től kezdve itt működött a Tefu központja.

### A motorkerékpározás iránti érdeklődés(ek)
Az 1930-as években jelentősen megnőtt a motorkerékpározás iránti érdeklődés. Különösen keresetté váltak -az úgynevezett- segédmotoros kerékpárok, melyek vezetéséhez nem szükségeltetett jogosítvány. Urbach -aki Európa sok országában megfordult-, egyre inkább hajlott arra, hogy saját maga is foglalkozzon kismotorok gyártásával.

### A Mátra motorkerékpár gyártásának megkezdése
A külföldi gyártókkal folytatott tárgyalásai nem vezettek sikerre, így idővel a kereskedelemben és a versenyzésben korábban szerzett tapasztalatai felhasználásával saját fejlesztésbe kezdett bele.
Ennek eredményeképpen 1938 végére elkészült a Turul, melyet 1939 tavaszától Mátra néven kezdtek el forgalmazni. A Mátra motorkerékpár az akkori legmodernebb építési elveket követte, a jármű kiválóságát pedig a keresettsége és a kiemelkedő versenyeredmények is mutatták. A Mátra gyártása a háború miatti megszakításokkal együtt az 1949-es államosításokig tartott.

### További élettevékenységei
Urbach a második világháború viszontagságait -a Horthy Miklós kormányzó fiaival ápolt barátsága következtében- sikeresen vészelte át. A szerencséjére -mint később kiderült- ez a kapcsolat nem számított fekete pontnak, így a pártállam időszakában is számítottak a szakértelmére.
Még 1945-ben egyik alapítója volt a Gépjármű Roncsgyűjtő Központnak, majd rá egy évre az utódának, a Magyar Országos Gépkocsi Üzemi Rt.-nek, közismert nevén a MÖGÜRT-nek.
Az 1950-es években részt vett a Székesfehérvári Vadásztölténygyárban gyártott Dongó, a kerékpárra szerelhető segédmotor, s az egri Finomszerelvénygyárban készült Berva mopedek tervezésében is.

## Halála
1977. augusztus 18-án hunyt el.